# АЕС Вольф-Крік
АЕС Вольф Крік — атомна електростанція, розташована поблизу Берлінгтона, штат Канзас, займає площу 40 км² із загальних 4,800 га., контролюється власником. Вольф-Крік, перегороджений для створення озера Коффі-Каунті (колишнього озера Вольф-Крік), дає не лише назву, але й воду для конденсаторів.

## Історія
Ця станція має один водно-водяний ядерний реактор Westinghouse, який був запущений 4 червня 1985 року. Реактор отримав оцінку 1170 МВт. У 2011 році було встановлено новий ротор турбогенератора, який збільшив електричну потужність приблизно до 1250 МВт. Потужність реактора залишилася незмінною на рівні 3565 МВт.
На жовтні 4 квітня 2006 року оператор звернувся до Комісія з ядерного регулювання (КЯР) для поновлення та продовження ліцензії на експлуатацію станції. NRC надав поновлення в листопаді 20, 2008, продовження ліцензії з сорока до шістдесяти років.

## Право власності
Керує електростанцією Wolf Creek Nuclear Operating Corporation, корпорація штату Делавер. Власність розподілена між Evergy (94%) і Kansas Electric Power Cooperative, Inc. (6%).

## Навколишнє населення
Комісія з ядерного регулювання визначає дві зони планування на випадок надзвичайних ситуацій навколо атомних електростанцій: зону впливу шлейфу радіусом 16 км, пов’язаних насамперед з впливом та вдиханням радіоактивного забруднення, що передається повітрям, і зоною шляхів ковтання близько 80 км, пов’язаних насамперед із прийомом їжі та рідини, забрудненої радіоактивністю.

## Сейсмічний ризик
Згідно з дослідженням NRC, опублікованим у серпні 2010 року, Комісією з ядерного регулювання оцінка щорічного ризику землетрусу, достатнього для пошкодження активної зони реактора у Вольф-Крік, становить 0,0019%, або 1 з 55 556.

## Інформація про енергоблоки
| Енергоблок | Тип реакторів      | Потужність | Потужність | Початок будівництва | Пуск       | Підключення до мережі | Введення в експлуатацію | Закриття |
| Енергоблок | Тип реакторів      | Чистий     | Брутто     | Початок будівництва | Пуск       | Підключення до мережі | Введення в експлуатацію | Закриття |
| ---------- | ------------------ | ---------- | ---------- | ------------------- | ---------- | --------------------- | ----------------------- | -------- |
| Волф Крик  | PWR, W (4-контури) | 1200 МВт   | 1285 МВт   | 31.05.1977          | 22.05.1985 | 12.06.1985            | 03.09.1985              | —        |